# پزیک
پزیک، روستایی است از توابع بخش پلدشت و در شهرستان ماکو استان آذربایجان غربی ایران.

## جمعیت
این روستا در دهستان چایپاسار شرقی قرار داشته و بر اساس سرشماری سال ۱۳۸۵ جمعیت آن ۵۲۲نفر (۹۵ خانوار) 
بوده است.